# Maison des Banquets
La maison des Banquets (en anglais : Banqueting House) à Whitehall est un immeuble célèbre à Londres qui fit autrefois partie du palais de Whitehall, dessiné par l'architecte Inigo Jones en 1619, et achevé en 1622 avec l'assistance de John Webb. Il se situe près du palais de Westminster.

## Histoire

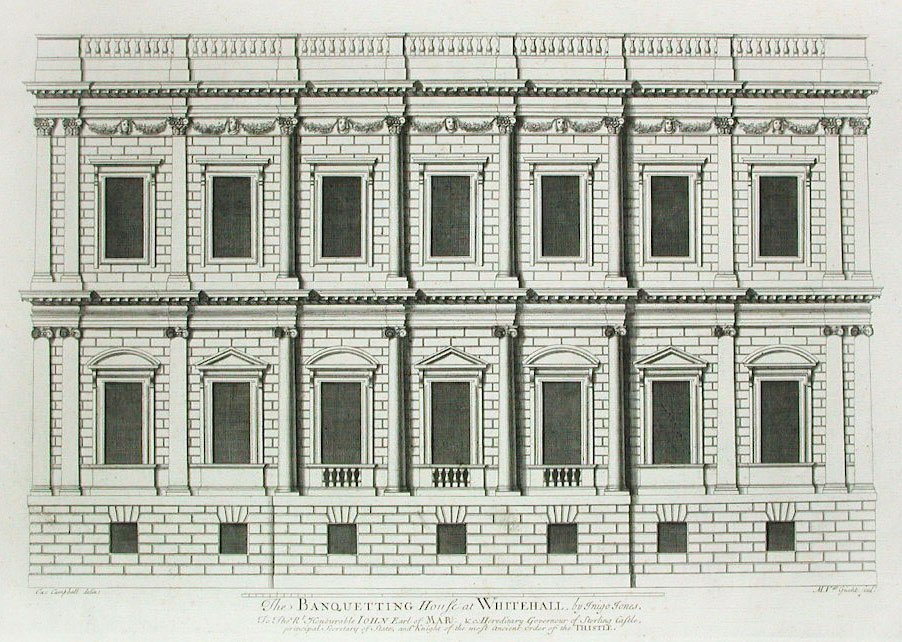
Banqueting House, Londres, de Colen Campbell dans Vitruvius Britannicus.

La maison des Banquets est dessinée par l’architecte anglais Inigo Jones en 1619 et sa construction est achevée avec l’aide de John Webb en 1622.
Il existait deux maisons de banquet antérieures avant l'itération actuelle. La première itération a été construite par la reine Elizabeth I en 1581 comme structure temporaire qui a servi à faire impression sur le roi de France. La seconde itération a été construite par le roi James I mais a brûlé en 1619.
Elle comprend une seule pièce sur deux niveaux, avec des peintures de Rubens, qui furent commandées par Charles Ier en 1635, pour remplir les caissons du plafond. La maison des Banquets introduit un style Renaissance italienne en Angleterre, qui utilisait les gravures flamandes maniéristes. Le toit est plat et entouré par des balustrades. Du côté de la rue, on trouve une série de colonnes corinthiennes et ioniques au-dessus d'un piédestal.
Van Dyck essaie de persuader Charles Ier de lui confier la réalisation d'une grande série de peintures sur l'histoire de l'ordre de la Jarretière et réalise ainsi une esquisse sur un des murs. Mais le projet prend fin en 1638, Charles Ier manquant d'argent.
Il était prévu de connecter cette maison avec le reste du palais mais les tensions de la guerre civile l'empêchèrent. Plus tard, la position isolée de la salle la préserva du grand incendie qui détruisit le palais.

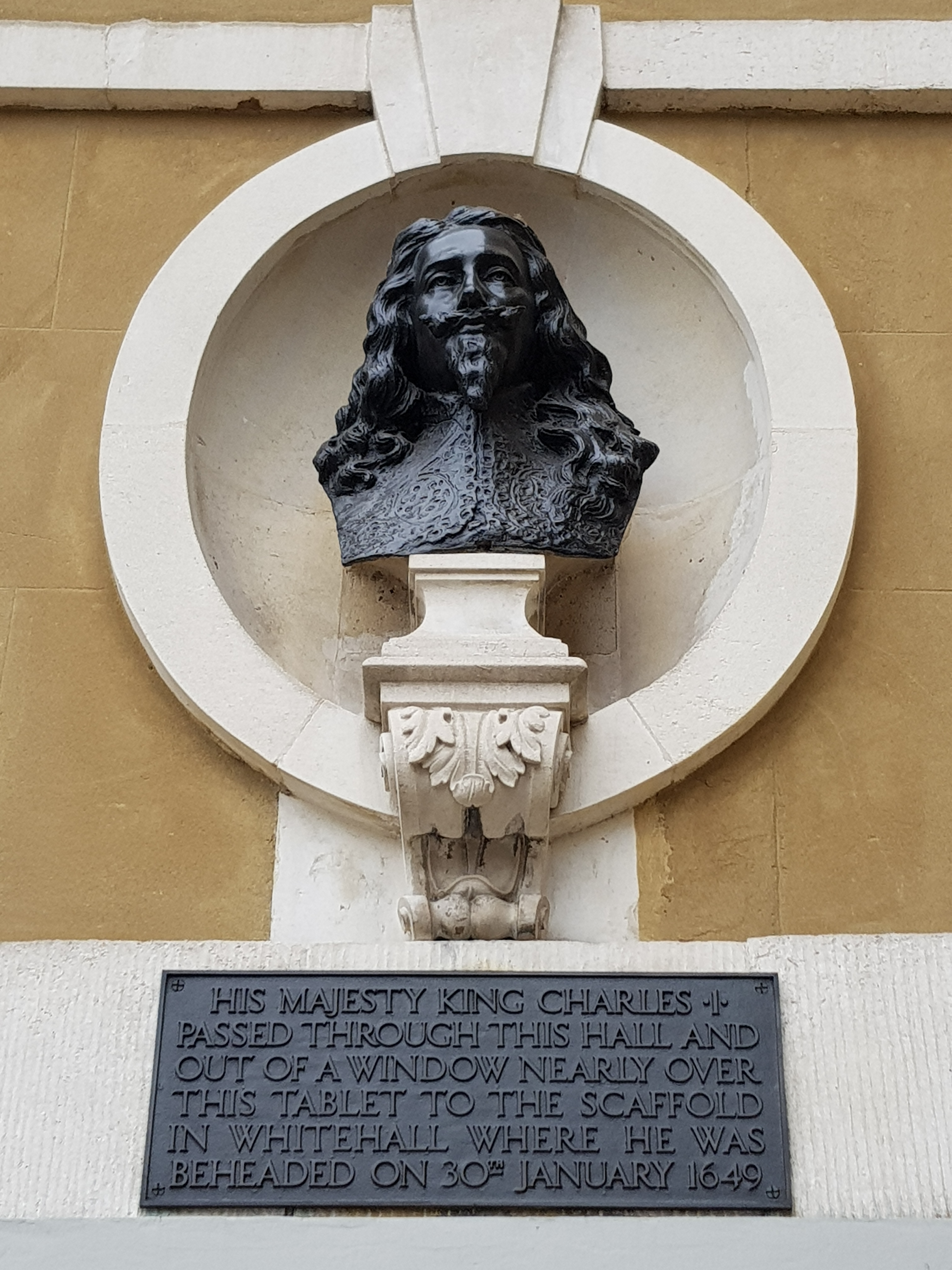
Buste de Charles Ier en façade.

Le roi Charles Ier est décapité devant le bâtiment le 30 janvier 1649. Une statue en buste du souverain, apposée sur le façade, perpétue le souvenir de cet événement.
En 1685, cet immeuble est le premier à être doté de crown-glass pour ses fenêtres.